# Definicja ego
Definicja ego – album studyjny polskiego zespołu hip-hopowego Egotrue. Wydawnictwo ukazało się 14 maja 2014 roku nakładem wytwórni muzycznej Fandango Records. Produkcji nagrań podjęli się: Heisenberg's Montage, Szatt, Seek, Młody G.R.O. oraz Emes. Z kolei wśród gości na płycie znaleźli się m.in. Miuosh, Asia Fostiak oraz Mam Na Imię Aleksander.
Nagrania dotarły do 18. miejsca zestawienia OLiS.

## Lista utworów
Opracowano na podstawie materiału źródłowego.
1. „B.A.S.E. Jumper” (produkcja: Heisenberg's Montage) – 4:29
2. „Następny dzień” (gościnnie: Luka, produkcja: Heisenberg's Montage, Markuszynsky) – 4:54
3. „Powinienem” (produkcja: Heisenberg's Montage) – 4:08
4. „Strefa widmo” (gościnnie: Miuosh, produkcja: Heisenberg's Montage) – 3:50
5. „Rainroom” (produkcja: Heisenberg's Montage) – 3:11
6. „Moje miejsce” (gościnnie: Asia Fostiak, produkcja: Szatt) – 4:22
7. „Obok tego” (produkcja: Emes) – 3:56
8. „Mamy prawo się bać” (produkcja: Szatt, skrzypce: Anna Ceglarek) – 3:57
9. „Pozwolisz” (produkcja: Seek, trąbka: Maks Piechota) – 3:38
10. „Spalam to” (gościnnie: Mam Na Imię Aleksander, produkcja: Młody G.R.O.) – 3:30
11. „Zwolnij” (produkcja: Heisenberg's Montage) – 2:55
12. „Virus” (produkcja: Emes) – 3:07
13. „Trzeci element” (produkcja: Szatt, trąbka: Maks Piechota) – 3:38
14. „Wahadło” (produkcja: Szatt, gościnnie: Asia Fostiak, saksofon tenorowy: Taras Bakowski) – 4:46
15. „Moja familia” (gitara: Adam Ludkowski, produkcja: Emes, saksofon tenorowy: Taras Bakowski, trąbka: Maks Piechota) – 6:40